# Марко Булат
Марко Булат (Смедерево, 21. април 1973) је српски фолк певач.
Своју музичку каријеру започео је 1993. године на сплаву Лукас. Иза себе има осам студијских албума и један уживо албум.
Студирао је Академију за уметност и конзервацију Српске православне цркве у Београду. У склопу студија дипломски рад му је 2012. године био иконописање православне цркве Вазнесења Господњег у Крупњу. Мастер студије завршио на тему „Ратовање и светост".

## Биографија
Као дете војног лица често је мењао средину становања од Смедерева до Врхнике у Словенији да би се 1982. године коначно стално настанио у Београду.
За музику и уметност је показивао интересовање у раној младости али први конкретан корак ка остварењу неког од циљева везаних за уметност десио се тек по завршетку средње школе када Марко покушава да упише ликовну академију. То му не полази за руком али његов таленат за уметношћу нам доказује многе слике, портрети, иконе које је насликао као и његова музичка каријера.
Убрзо одлази на одслужење војног рока и по повратку случајно и спонтано почиње његова музичка каријера. Након што је Аца Лукас 1993. године престао да пева на сплаву Лукас, на његово место долази нови певач. Булат као гост, једног дана је рекао газди сплава: Па ја бих боље певао од овога. Следећег дана почео је да пева и ту почиње његова певачка каријера. Касније му је и сам Лукас одао признање рекавши: Марко Булат је једини имао чуку да после мене пева на сплаву "Лукас".
Од самог почетка свог рада Марко почиње да гради сопствени имиџ који задржава и данас а као плод његовог рада, талента и упорности већ 1996. године после само три године певања излази његов први албум "Сребрне кише". Убрзо се издвајају песме Ритам око, Песма тужних ратника, Дунав... које се и данас у један глас певају на Марковим наступима.
Поред сплава "Лукас", Марко ради и на неколико сплавова и клубова и тада му новинари и публика приписују епитет најбољег организатора сплаварске и клупске свирке у граду.
Већ 1997. године, Марко издаје други албум "Дете среће" у издању "Центросцене" и "ПГП РТС" који је по мишљењу многих један од најсадржајнијих и најбољих албума издатих те године. Марко се први пут појављује као композитор и аутор неких текстова. Са албума се издвајају песме Свануло је свануло, Дете среће, Ела Ела, Ено доле у кафани, Имао сам коња врана. Колико су те песме квалитетне говори чињеница да су данас незаобилазни део Марковог и репертоара његових колега.
Марко тада прави паузу што се издавања албума тиче али не и што се тиче свирке јер поред Београда креће и на гостовања по Србији и Црној Гори. На наступима се од 1999. године пева песма Пријатељи, браћо, кумови која најављује да ће дуго очекивани трећи албум бити нешто сасвим посебно. То се и догађа 2003. године када Марко издаје албум "Пријатељи, браћо, кумови" који потврђује да га је вредело чекати и убрзо се на албуму издвајају још и песме Срце пуно туге, Господ долази, О да ли знаш... На овом албуму Марко потврђује свој таленат и појављује се као комплетан аутор неколико нумера.
Године 2005. Марко је издао четврти албум "Не постоји сутра" у издању "ПГП РТС". Албум је посвећен Марковом трагично настрадалом пријатељу Марку Тодоровићу. Са овог албума највише су се издвојиле песме Кад сам дечак био (обрада Ферида Авдића), Што си дошла у кафану, Лаж...
У лето 2007. године, Марко издаје нови албум који носи назив "Небеска кафана". Са албума су се поред насловне нумере издвојиле и песме Матурска и дует са Синаном Сакићем Не певај о њој пријатељу. На овом албуму се налази и песма Твоје песме посвећена Томи Здравковићу.
Године 2009. излази албум "Дан за дан". На овом албуму су се издвојиле песме Не дај ме ником и Алкохол. Након четири године, 2013. Булат издаје албум "180 степени" за Сити рекордс.
Учествовао је у ријалити програму Сурвајвор Србија ВИП: Филипини 2010. године.
Концертом 24. новембра 2013. у Хали Пионир обележио је 20 година каријере.

## Фестивали
- 2008. Гранд фестивал
- 2011. Врњачка Бања - Дунавски сплавови, друго место

## Дискографија

### Студијски албуми
- Сребрне кише (1996)
- Дете среће (1997)
- Пријатељи, браћо, кумови (2002)
- Не постоји сутра (2005)
- Небеска кафана (2007)
- Дан за дан (2009)
- 180 степени (2013)
- Магија (2018)

### Уживо албуми
- Рођенданска журка (2002)

### Спотови
| Спот                     | Година | Режисер             |
| ------------------------ | ------ | ------------------- |
| Пријатељи, браћо, кумови | 2002   | —                   |
| Ритам око                | 2002   | —                   |
| Не дај ме ником          | 2004   | —                   |
| Небеска кафана           | 2007   | —                   |
| Твоје песме              | 2008   | —                   |
| Дан за дан               | 2008   | —                   |
| Алкохол                  | 2009   | —                   |
| Матурска                 | 2009   | —                   |
| Да ме види бабо          | 2012   | —                   |
| 180 степени              | 2013   |                     |
| Лоша                     | 2015   | —                   |
| Кафанска                 | 2015   | —                   |
| Кад пијеш сам            | 2017   | —                   |
| Магија                   | 2019   | —                   |
| Америка                  | 2022   | FORCE ENTERTAINMENT |